# Розенберг, Карл
Карл Густав Эдвард Розенберг (швед. Carl Gustaf Edward Rosenberg, 5 июня 1883, Париж, Франция — 16 августа 1957, Свартшё, Стокгольм, Швеция) — шведский фотограф.

## Биография
Карл Густав Розенберг родился в семье шведского художника Эдварда Розенберга. Карл с 1904 по 1905 год получал образование в Нью-Йорке, затем занимался, помимо всего прочего, еженедельным журналом Vecko-Journalen. В 1922 году он начал работать фотографом для ежегодных книг Svenska Turistföreningen (Шведская туристическая ассоциация). Розенберг фотографировал шведские пейзажи, города и промышленную объекты. Наряду с работой в ассоциации он фотографировал архитектуру от имени ведущих архитекторов того времени.
Розенберг стремился воспроизвести нордический свет. Эти образы обычно недраматичны, но великолепны в своей простоте. Подборка его фотографий была опубликована в журнале Svenskar i dagens gärning (Шведы в сегодняшнем деле) в 1935 году с текстом Карла Фриса. Розенберг представлен, в частности, в Национальном музее Швеции.